# Charles Taylor
Charles Ghankay Taylor (født 28. januar 1948) er en liberiansk politiker og Liberias præsident i perioden 1997 til 2003. Han havde som krigsherre en afgørende indflydelse på den 1. Liberianske borgerkrig i starten af 1990'erne og blev sidenhen valgt til præsident. Hans regeringstid var plaget af konflikter og han blev til sidst tvunget i eksil i 2003 grundet nederlag i 2. Liberianske borgerkrig. Taylor gik i eksil i Nigeria for derfra at kunne undgå voldeligheder og promovere fred i Liberia.
Charles Tayler blev født i Arthington, nær Monrovia. Han var nummer 3 ud af en flok på 15 børn. Faderen Nelson Taylor var Americo-Liberiansk og moderen Zoe, var fra Gola-stammen. I 1972 kom Charles Taylor til Massachusetts, USA, hvor han studerede økonomi. I 1980 returnerede han til Liberia, hvor han blev ansvarlig for regeringens indkøb. Efter en anklage flygtede han til USA i 1983. I 1984 arresteres Taylor i USA på foranledning af præsident Doe. Det lykkedes Taylor at undslippe fra fængslet. I slutningen af 1980'erne dukker han op i Vestafrika, hvor han var gode venner med Libyens leder Muammar al-Gaddafi og Burkina Fasos præsident Blaise Compaoré. I 1989 invaderer Charles Taylor i spidsen for "National Patriotic Front of Liberia (NPFL)" Liberia fra Elfenbenskysten, med støtte fra andre krigsherrer, samt soldater fra Burkino Faso. Det var starten på en borgerkrig som kostede over 200.000 mennesker livet. Krigen sluttede i 1997 hvor Charles Taylor blev valgt som Liberias præsident.
Charles Taylor finansierede borgerkrigen med diamanter. Han sluttede alliance med Foday Sankoh som startede en lignende borgerkrig i Sierra Leone. Foday Sankoh leverede diamanter fra erobrede områder i Sierra Leone til gengæld for våben. Foday Sankoh der var leder for oprørsgruppen "Rovolutionary United Front (RUF), blev kendt for brugen af børnesoldater og for at hugge hænder og fødder af civile. Det er blandt andet for denne forbindelse til borgerkrigen i Sierra Leone at Charles Taylor blev anklaget for krigsforbrydelser og forbrydelser mod menneskeheden.
Efter valget af Ellen Johnson-Sirleaf som ny præsident i Liberia begærede hun formelt Taylor udleveret fra Nigeria. Han var dog forinden forsvundet, men han blev senere pågrebet af FN styrker og udleveret til en særlig ret opsat under FN og Sierra Leone, der i april 2012 kendte Taylor skyldig i alle 11 anklagepunkter, herunder terror, mord og voldtægt, og idømt 50 års fængsel. Han afsoner pr. 2024 sin straf i Storbritannien.